# Крушинський Анатолій Станіславович
Круши́нський Анато́лій Станісла́вович (7 травня 1949 , Київ ) — український архітектор, член Спілки архітекторів України з 1975 року.

## Біографія
Народився в м. Києві, 1974 року закінчив Київський інженерно-будівельний інститут, архітектурний факультет, кафедра інтер'єру.
З 1974 року — архітектор Київської філії Метродіпротранс — «Київметропроект». Нині — головний архітектор проєктного інституту «Укрспецтунельпроект» у Києві.

## Творчість

### Станції метро
Архітектор — автор проєктів станцій Київського метрополітену (у складі авторських колективів): 
- «Поштова площа» (1976, спільно з архітекторами Вольдемаром Богдановським, Ігорем Масленковим, Тамарою Целіковською, художниками Іриною Левитською, Юрієм Кисличенком).
- «Лісова» (1979, спільно з архітекторами Ігорем Масленковим, Тамарою Целіковською, Наталією Чуприно́ю, за участю Олександра Працюка, Федора Заремби, Лариси Лепехіної, художниками Іриною Левитською, Юрієм Кисличенком, Ганною Шарай).
- «Тараса Шевченка» (1980, спільно з архітекторами Ігорем Масленковим, Тамарою Целіковською, Олександром Працюком, художником Олександром Міловзоровим).
- «Почайна» (1980, спільно з архітекторами Ігорем Масленковим, Тамарою Целіковською, Олександром Працюком, художниками Людмилою Семикіною, Сетраком Бароянцем).
- «Оболонь» (1980, спільно з архітекторами Тамарою Целіковською, Олександром Працюком, художником Петром Ганжою).
- «Площа Льва Толстого» (1981, підземний вестибюль, спільно з архітектором Тамарою Целіковською).
- «Олімпійська» (1981, спільно з архітектором Тамарою Целіковською, художником Олександром Міловзоровим).
- «Палац „Україна“» (1984, спільно з архітекторами Тамарою Целіковською, Миколою Альошкіним, художниками Степаном Кириченком, Романом Кириченком).
- «Либідська» (1984, спільно з архітекторами Валентином Єжовим, Тамарою Целіковською за участю Олександра Панченка, художниками Ернестом Котковим, Миколою Бартосіком). З 1994 року станція має статус «щойно виявлений об'єкт культурної спадщини», пам'ятка архітектури та містобудування, монументально-декоративного мистецтва[1][2].
- «Театральна» (1987, спільно з архітекторами Миколою Альошкіним, Тамарою Целіковською, скульптором Анатолієм Кущем.
- «Золоті ворота» (1989, наземний вестибюль, спільно з архітектором Федором Зарембою).
- «Палац спорту» (1989, спільно з архітекторами Миколою Альошкіним, Н. С. Горохівською).
- «Кловська» (1989, підземний вестибюль, спільно з архітекторами Л. І. Качаловою, Ольгою Черевко).
- «Дружби народів» (1991, спільно з архітектором Миколою Альошкіним).
- «Осокорки» (1992, спільно з художниками Олександром Бородаєм, Олександром Бабаком).
- «Академмістечко» (2003, спільно з архітекторами Тамарою Целіковською, Валерієм Гнєвишевим, Миколою Альошкіним).

### Житлові будинки, адміністративні та виробничі будівлі
- Шахтні ліфтопідйомники в санаторіях «Дніпро», «Марат», «Гірський» у Криму.
- Реконструкція паркової зони санаторію «Нижня Ореанда» у Криму.
- Підземний спортивно-оздоровчий комплекс у винрадгоспі «Абрау-Дюрсо» (Краснодарський край).
- Підземні переходи в Києві, Ашгабаті, Краснодарі.
- Індивідуальний житловий будинок в Києві по вулиці Боричів Тік.

### Сім'я
- Батько — Станіслав Крушинський — український радянський архітектор, автор станцій «Хрещатик», «Арсенальна», «Дніпро» першої черги Київського метрополітену, лауреат премії Ради Міністрів СРСР.
- Донька — Олена Крушинська[джерело?] — хімік, дослідниця та популяризатор дерев'яних храмів України.

## Зображення

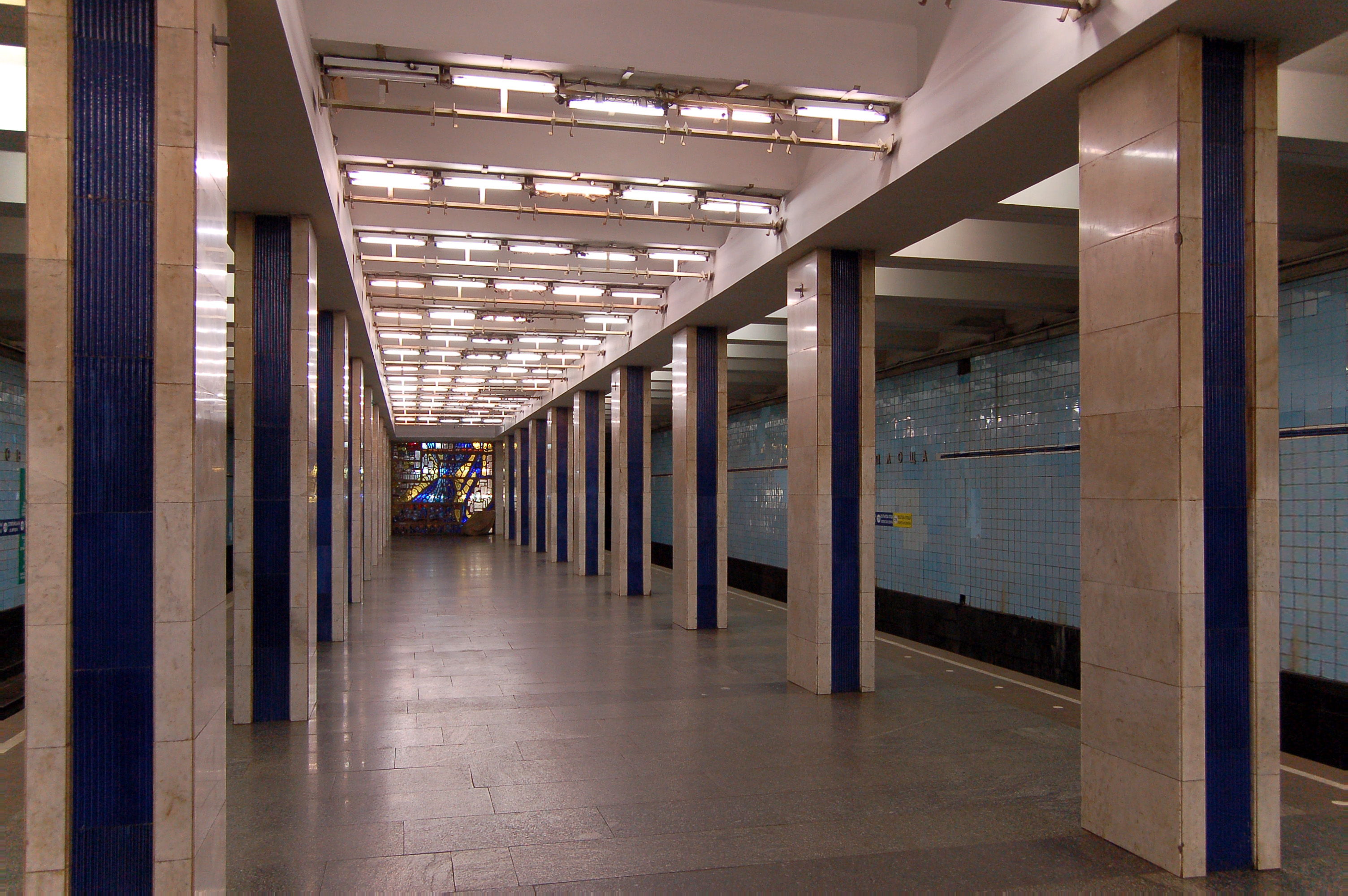
Станція метро «Поштова площа»
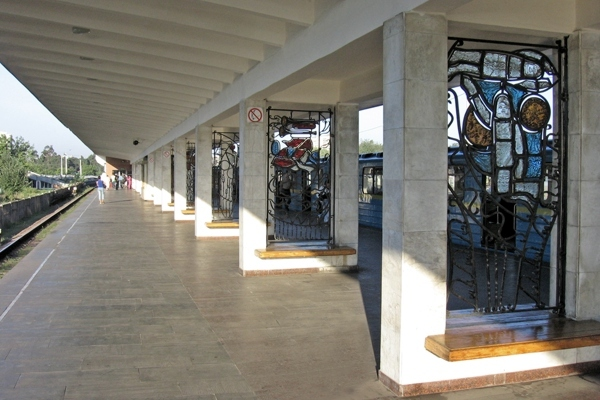
Станція метро «Лісова»
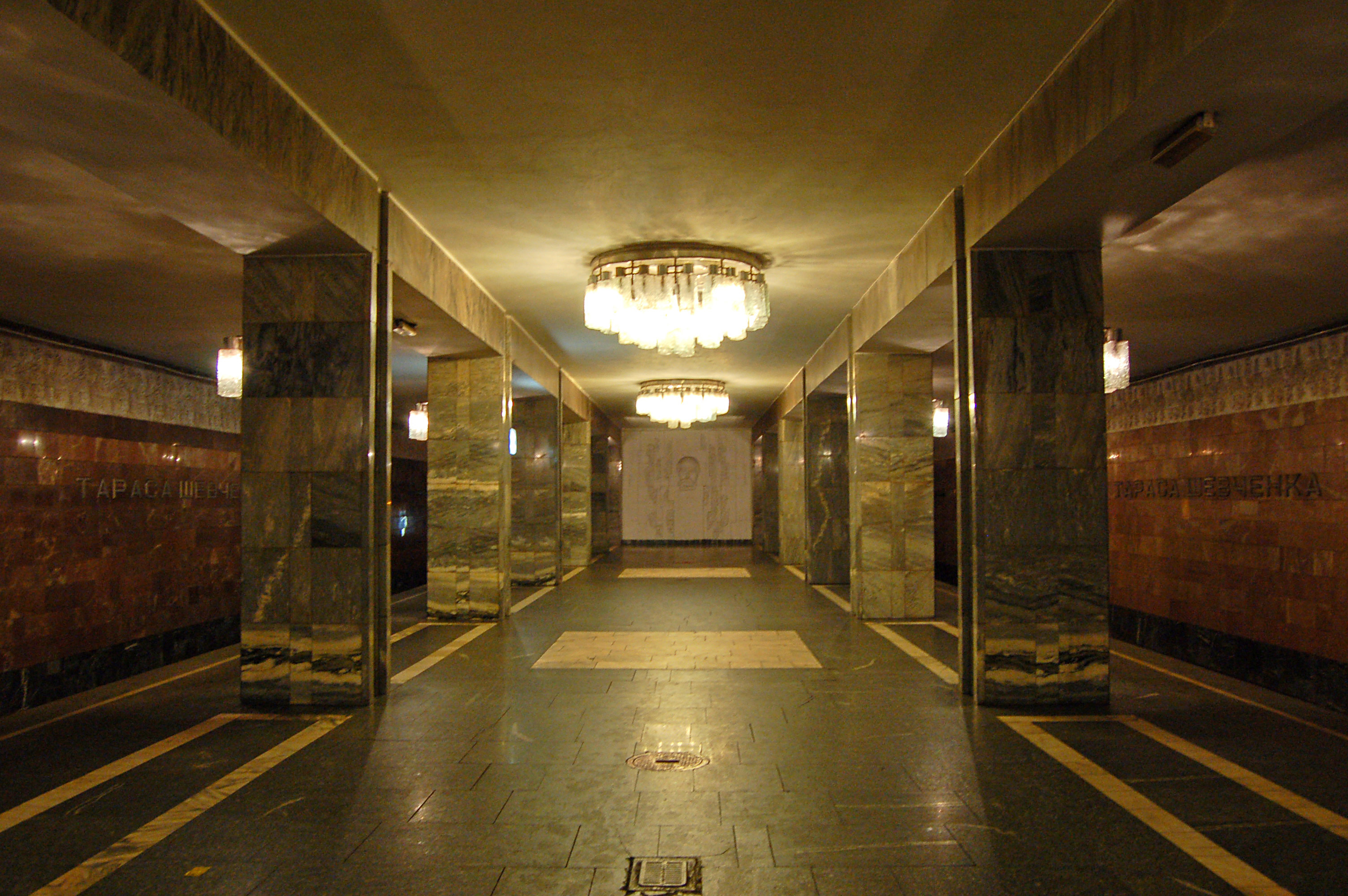
Станція метро «Тараса Шевченка»
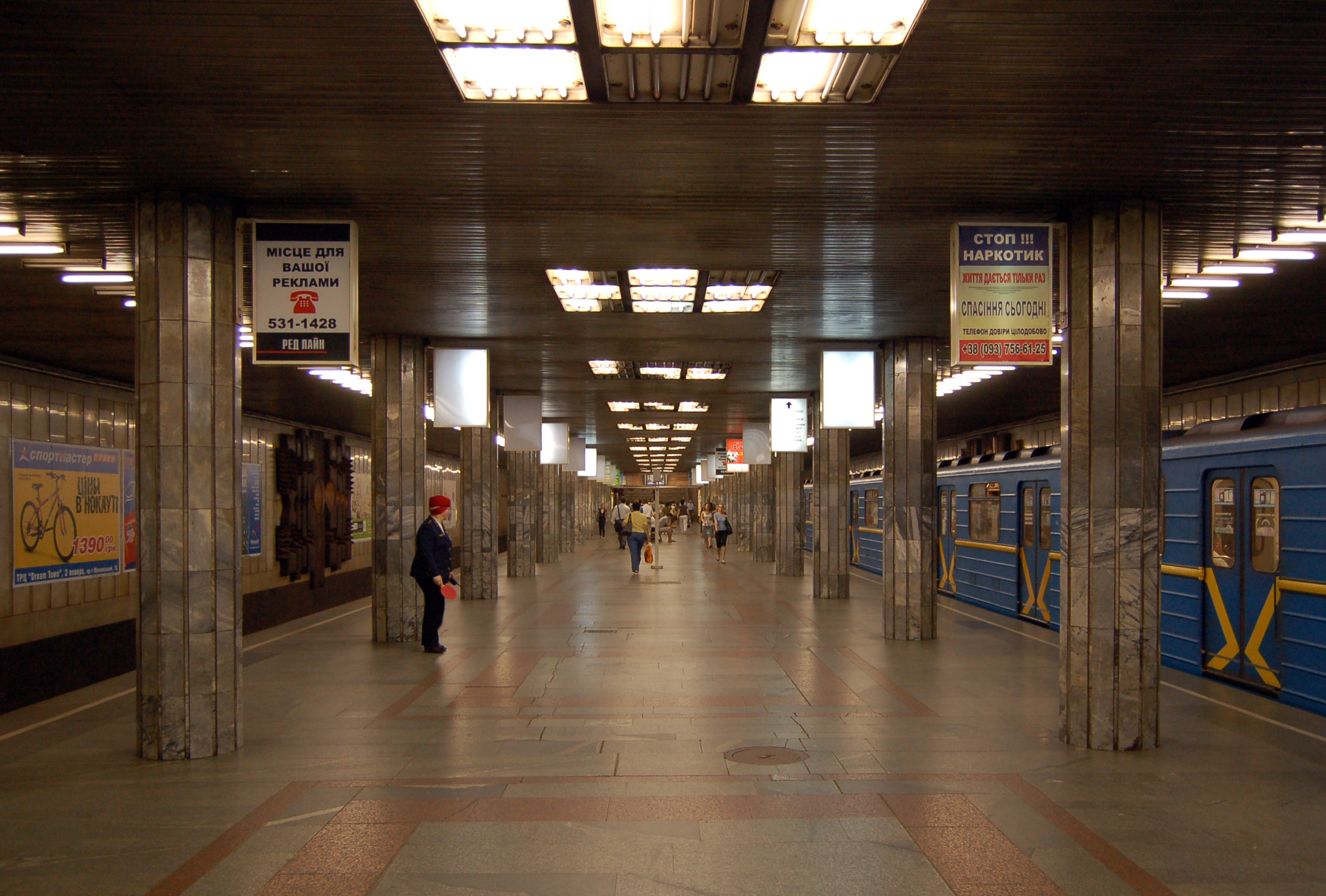
Станція метро «Почайна»
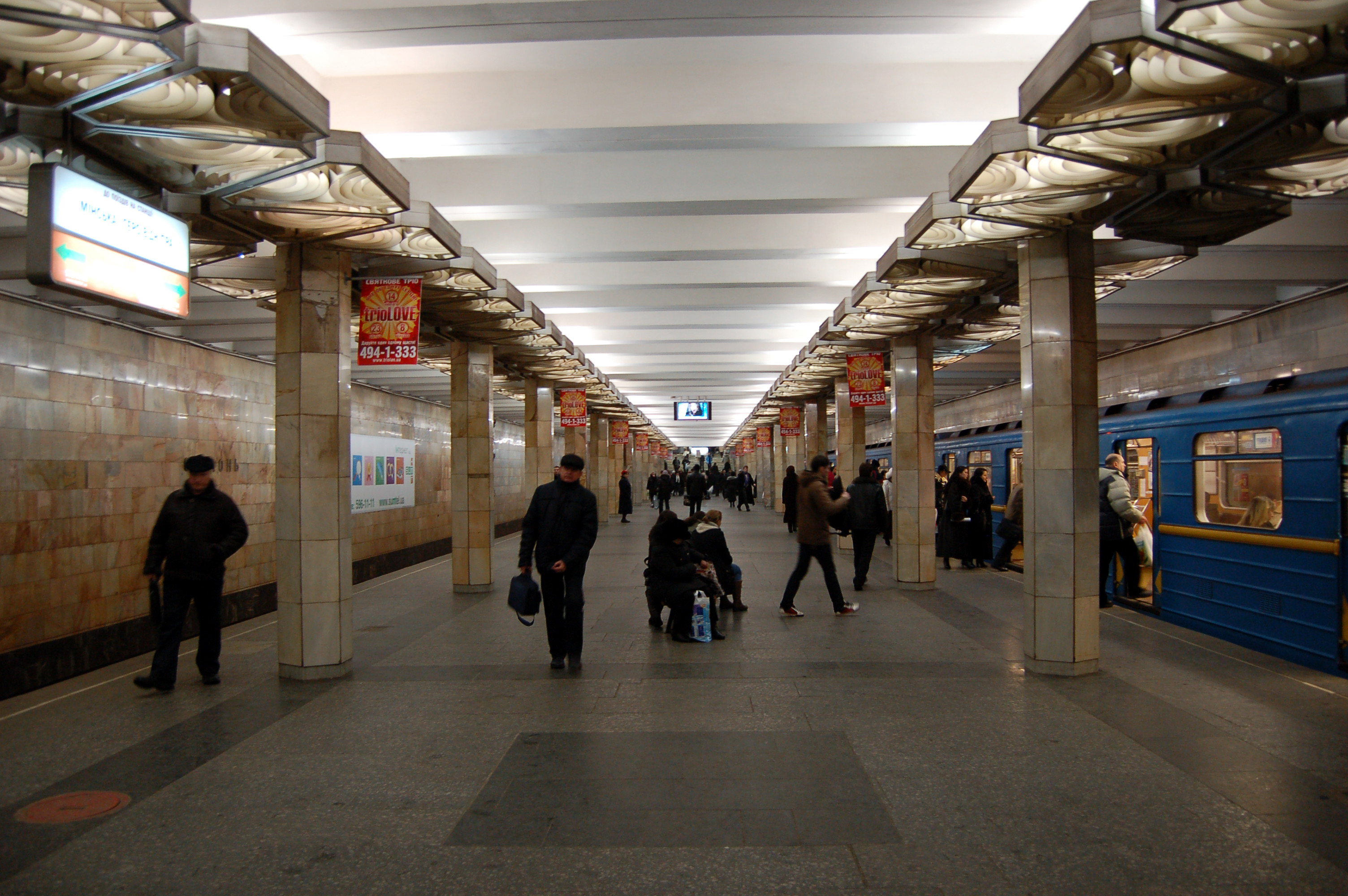
Станція метро «Оболонь»
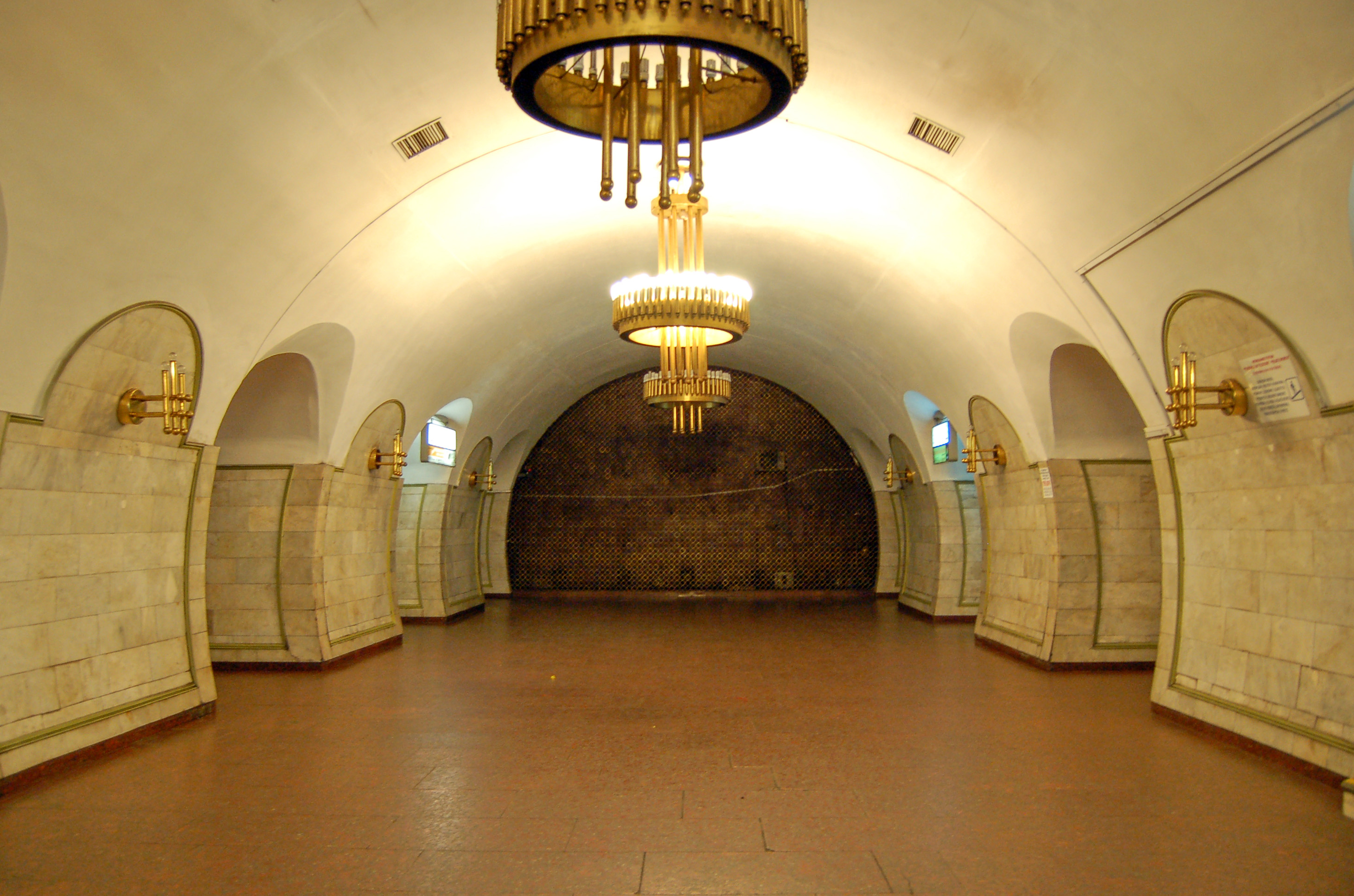
Станція метро «Площа Українських Героїв»
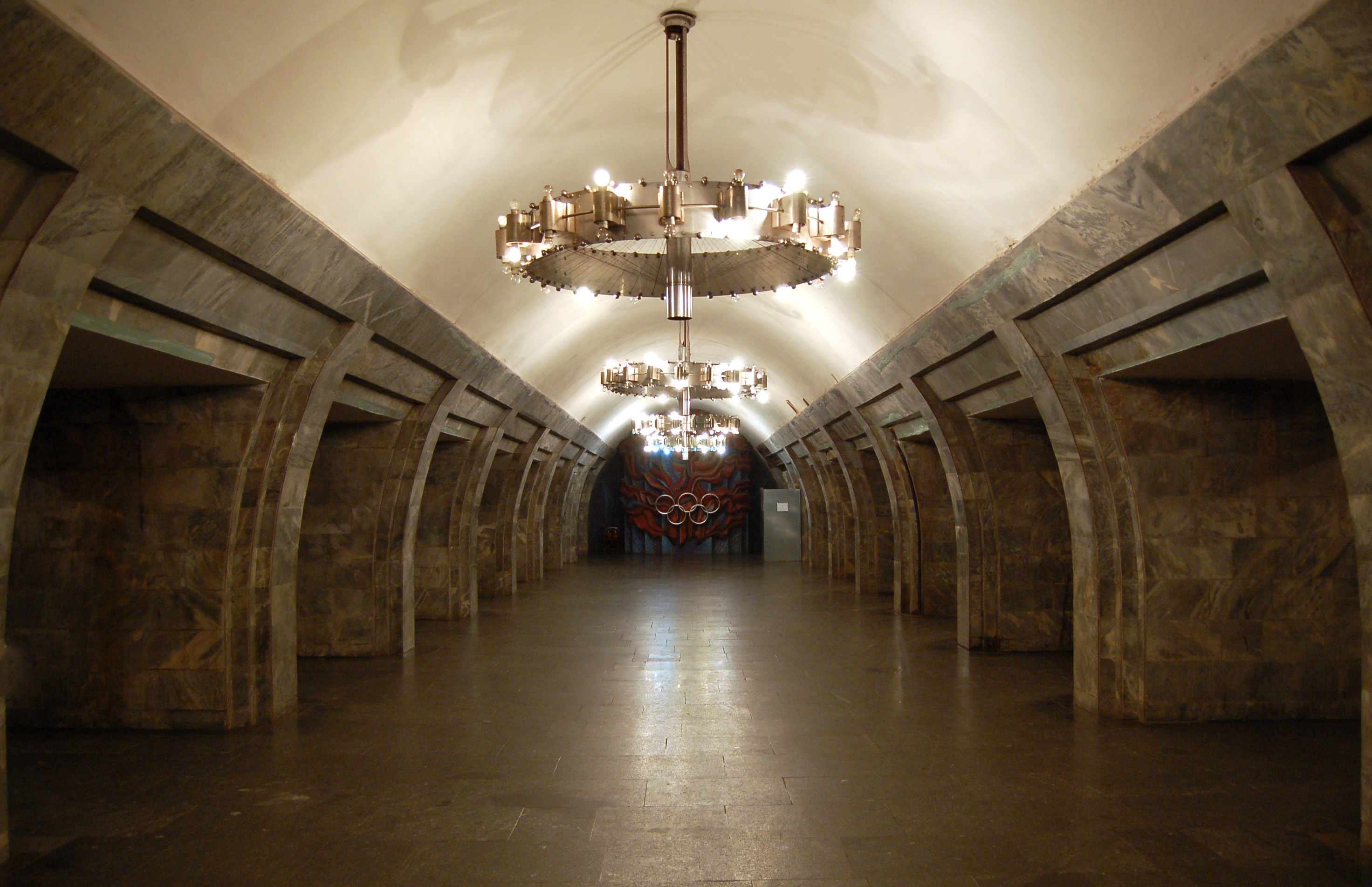
Станція метро «Олімпійська»
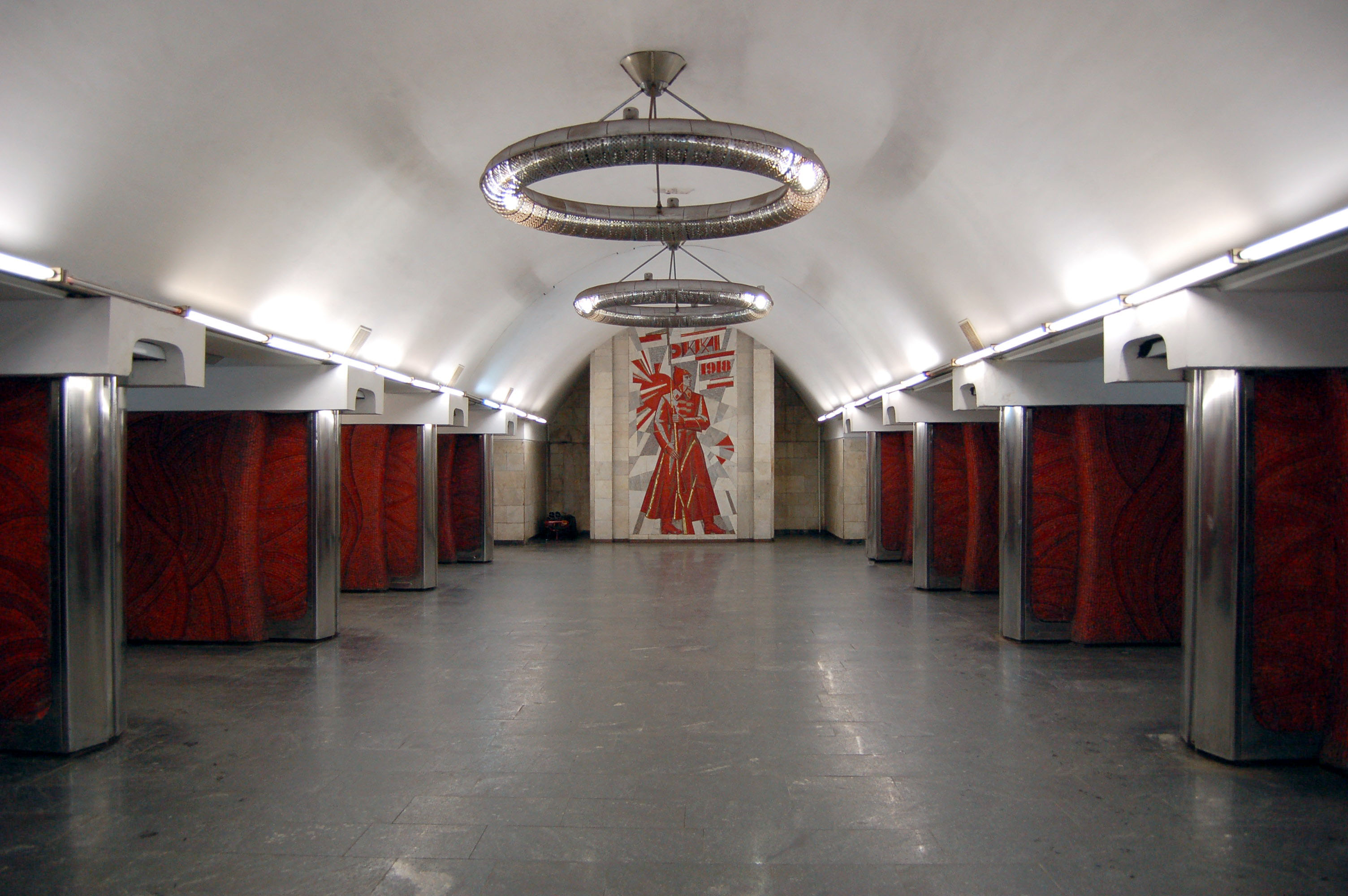
Станція метро «Палац „Україна“»
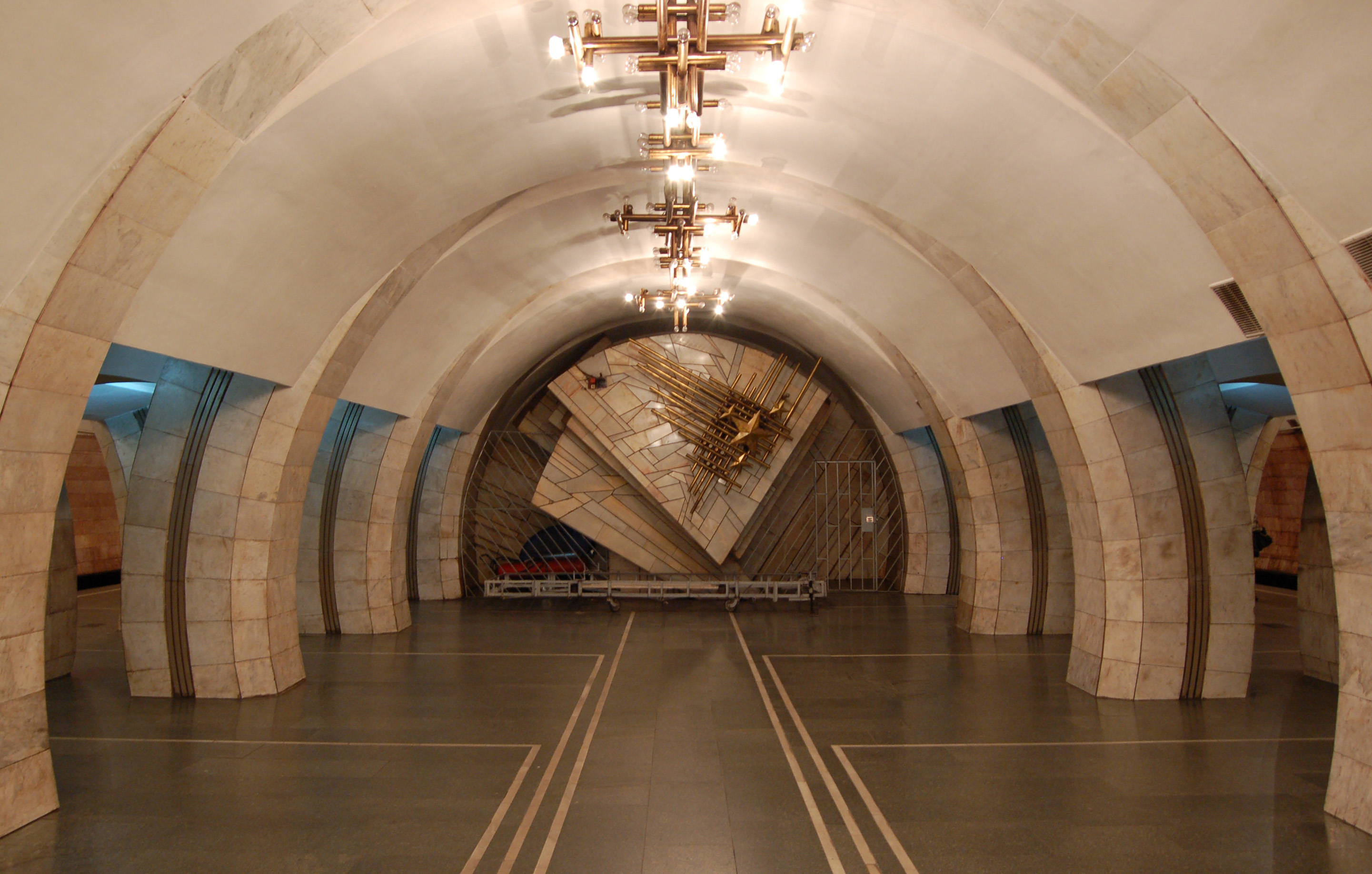
Станція метро «Либідська»
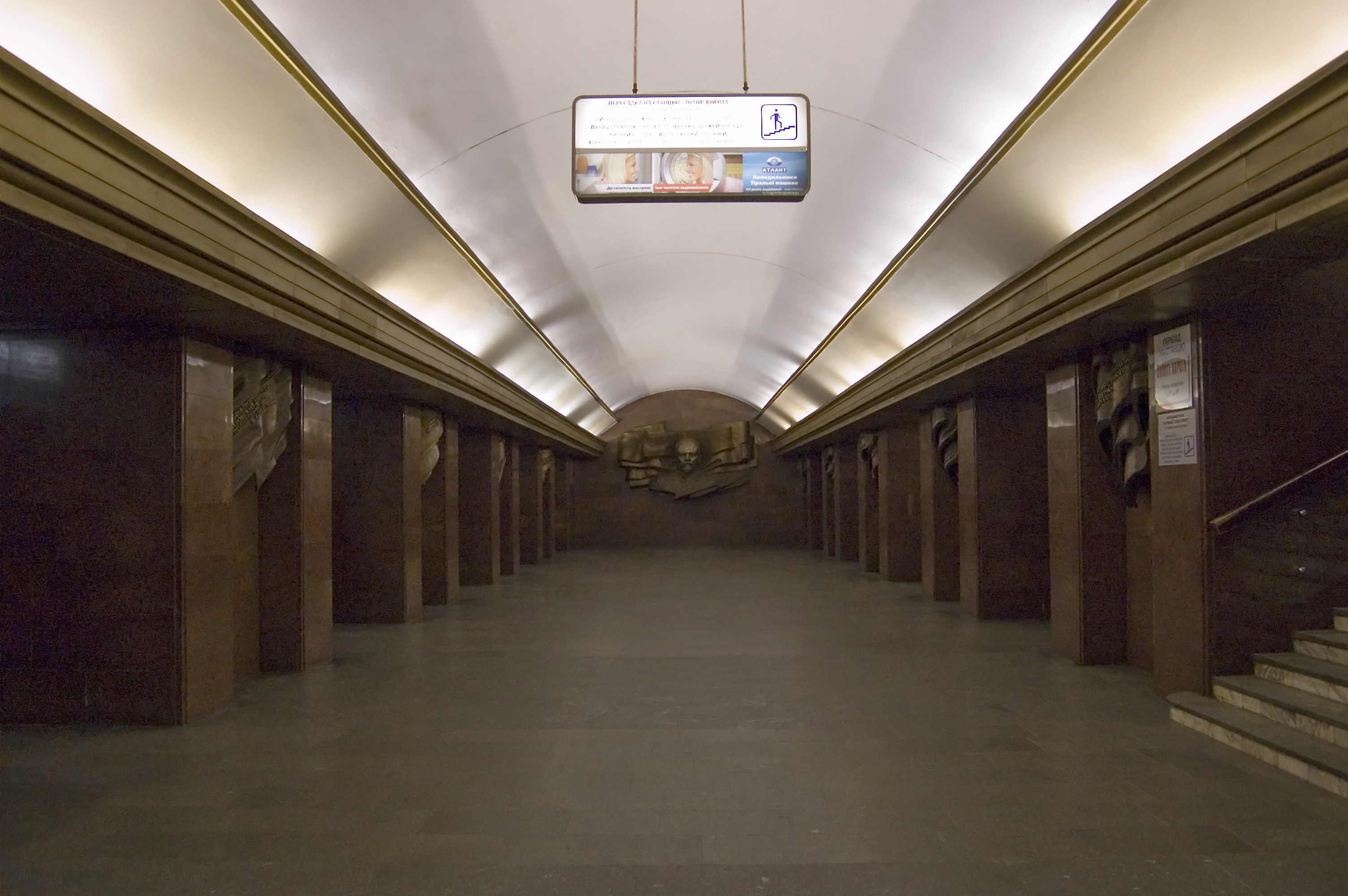
Станція метро «Театральна»
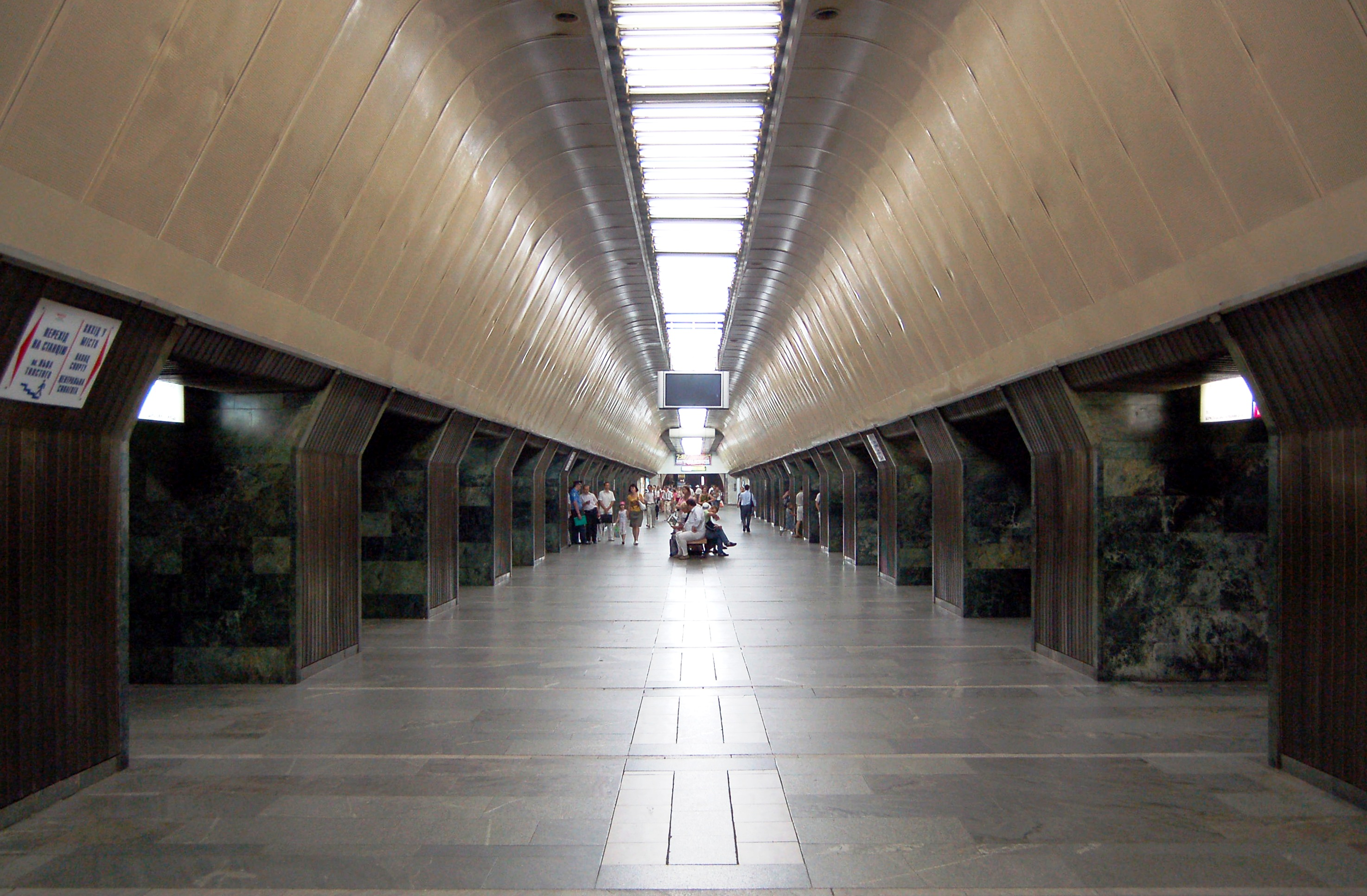
Станція метро «Палац спорту»
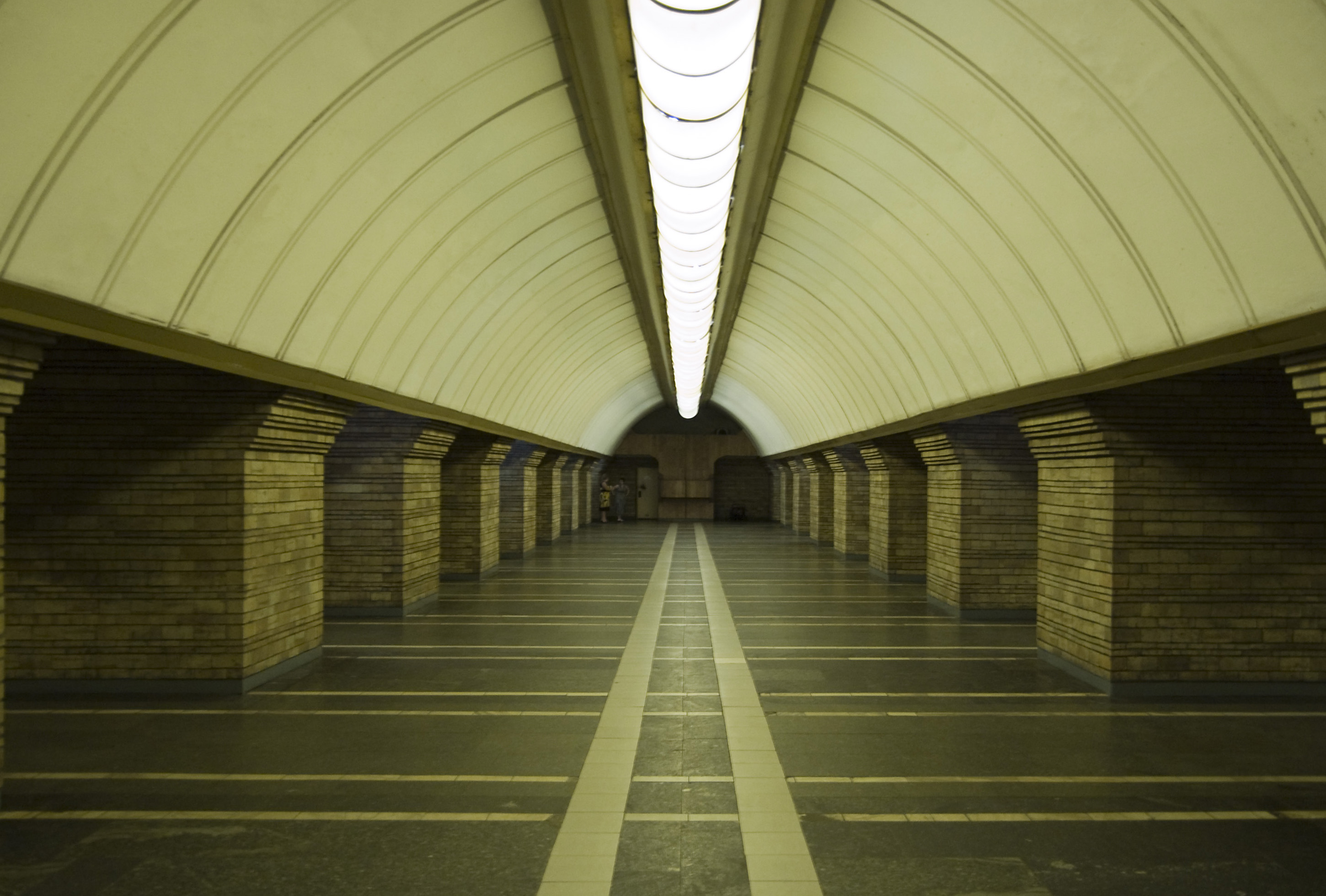
Станція метро «Звіринецька»
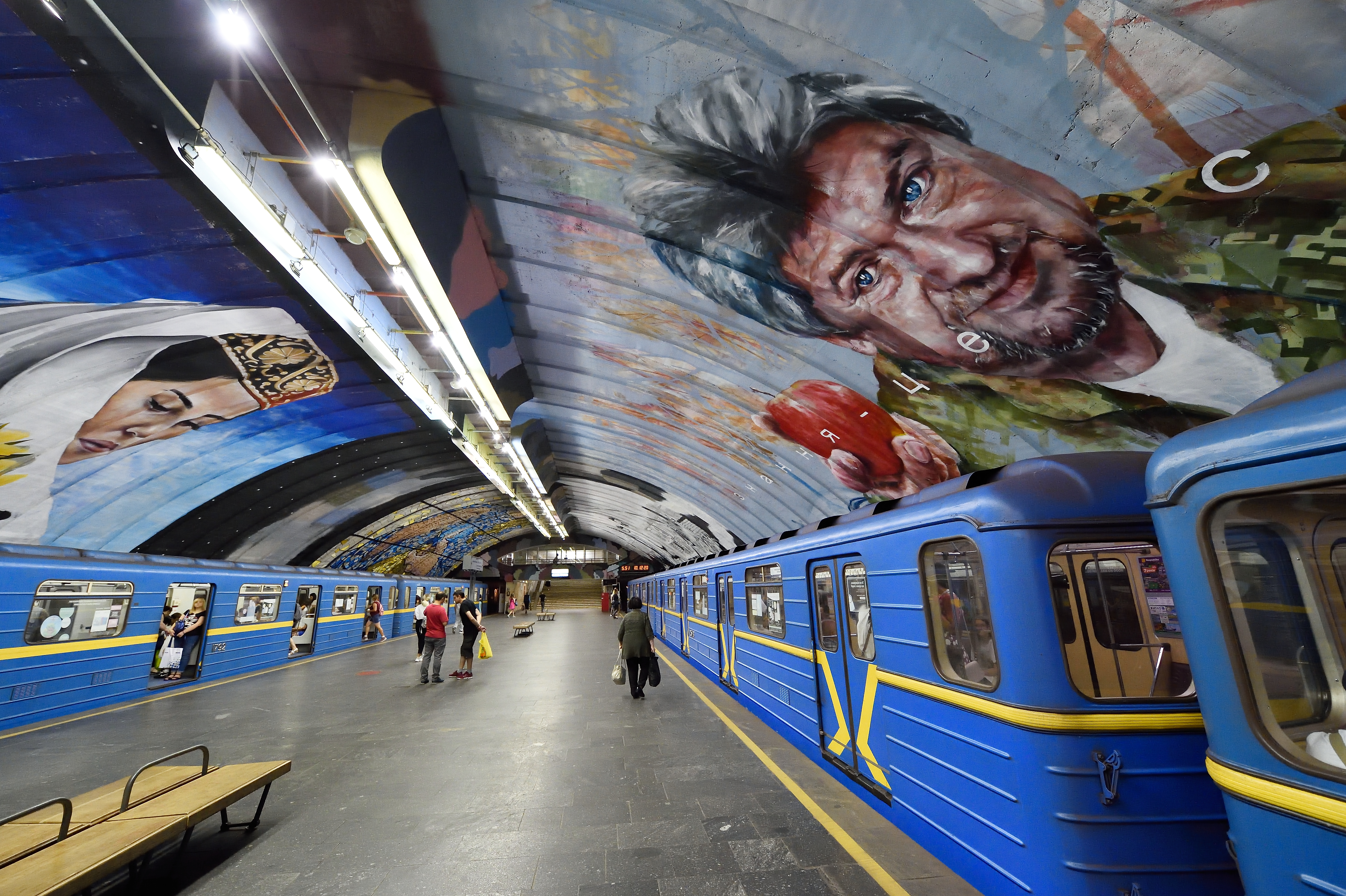
Станція метро «Осокорки»
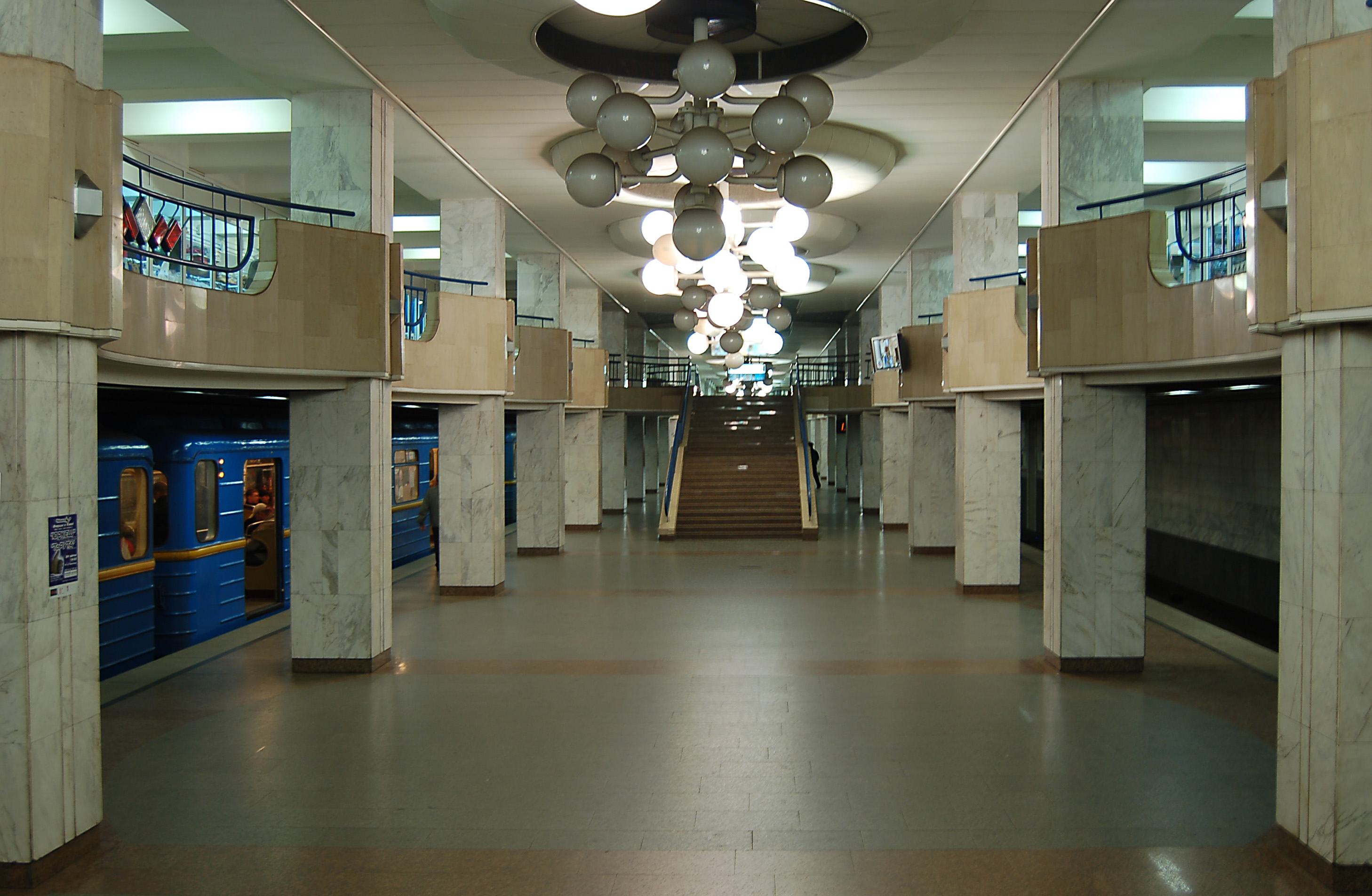
Станція метро «Академмістечко»